# ドラ・マール
ドラ・マール（Dora Maar、1907年11月22日 - 1997年7月16日）は、フランスの写真家、画家。特にシュルレアリスムの写真家として活躍した。1937年にパブロ・ピカソが制作した《泣く女》のモデルであり、この直前にピカソが《ゲルニカ》を制作したときには、1ヶ月近くにわたって制作過程を撮影した。フォト・モンタージュによるドラ・マールの代表作はロンドン、ニューヨーク、アムステルダムなどで開催された主なシュルレアリスム展に展示された。日本で最初に紹介されたのは、瀧口修造と山中散生の企画、『みづゑ』の後援による1937年の海外超現実主義作品展においてである。

## 生涯

### 背景
ドラ・マールは1907年11月22日、パリ6区にアンリエット・テオドラ・マルコヴィッチ（Henriette Théodora Markovitch）として生まれた。父ジョゼフ・マルコヴィッチ (1874-1969) はシサク（クロアチア）出身の建築家、母ルイーズ・ジュリー・ヴォワザン (1877-1942) はシャラント県コニャックの生まれで、衣料品店を営んでいた。
1910年に父ジョゼフの建築プロジェクトのために一家でブエノスアイレス（アルゼンチン）に越した。ドラ・マールは子ども時代をアルゼンチンとフランスを行き来して過ごし、ブエノスアイレスで初等教育を修了した後、パリのリセ・モリエールに学んだ。

### 教育
1923年に中等教育修了証書を取得し、装飾芸術中央連合（UCAD、現Le MAD）に登録し、女子美術教育の促進を目的とする婦人委員会（Comité des dames）の活動に参加。ここで後に画家、装飾画家、造形作家となるジャクリーヌ・ランバ（1934年から1942年までシュルレアリスムの作家アンドレ・ブルトンと結婚）や、美術史家・ガリエラ美術館（モード・服飾専門の美術館）学芸員のアンリ・クルーゾーの娘マリアンヌ・クルーゾーとマリー＝ローズ・クルーゾーと共に学んだ。
1927年から私立美術学校アカデミー・ジュリアン、およびキュビスムの画家アンドレ・ロートのアトリエに通った。ロートのアトリエには前年からロートに師事していたアンリ・カルティエ＝ブレッソンも出入りしていた。一方、美術評論家のマルセル・ザアールにはパリ市立写真学校への入学を勧められ、写真家ルイ＝ヴィクトル・エマニュエル・スジェに紹介された。スジェは前年に挿絵入り週刊新聞『イリュストラシオン』（1843年創刊）の写真部門を創設しており、ドラ・マールに画家よりは写真家として活動を続けるように勧めた。

### 写真家としての活動

#### モード雑誌・グラフ雑誌 - ケフェール＝ドラ・マール
映画の舞台美術を担当し、映画評論雑誌にも寄稿していたピエール・ケフェールに出会い、この後1934年まで『フィガロ』紙の挿絵入り年刊・月刊誌（『フィガロ・イリュストレ』）、フェミナ賞の名前の由来となった挿絵入り女性誌『フェミナ』、『エクセルシオール』紙のモード雑誌『エクセルシオール・モード』、グラフ雑誌『ヴュ』などに「ケフェール＝ドラ・マール」の連名で主に広告写真を発表した。
また、この頃、おそらくは親友のジャクリーヌ・ランバを介して映画監督のルイ・シャヴァンスと出会った。彼とは1935年頃まで恋愛関係にあり、左派の社会活動にも共に参加した（後述）。写真家として活躍し始めたばかりのブラッサイと1930年に出会い、友人に借りたモンパルナスのアパートを彼と共同でアトリエとして使用しながら、モード写真家のハリー・メールソン（Harry Meerson）の助手を務めた。シュルレアリスムの写真家として活躍していたマン・レイにも同じように助手を務めたいと申し出て拒否されたが、以後、彼から助言や支援を受けることになった。
1931年にノルマンディー地方に滞在し、美術史家ジェルマン・バザンの著書『モン・サン＝ミシェル』（1933年刊行）に掲載する写真の撮影のため、彼の撮影技師を務めた。この一連の写真は本書刊行前に雑誌に掲載され、また、「モン・サン＝ミシェル写真展」も開催された。
写真家としてのドラ・マールの可能性を見出したマルセル・ザアールは、ファッション・デザイナーで映画や演劇も制作していたジャック・エイムに彼女を紹介し、エイムを介してモード雑誌に写真を掲載する機会を得た。ザアールはまた、彼が美術雑誌に発表した記事にもドラ・マールの写真を採用した。
1933年にスペインに撮影旅行に行き、バルセロナでアントニ・ガウディの作品（サグラダ・ファミリア、グエル公園）を撮影し、ラ・ボケリアの市場やランブラス通りで市民の日常生活をカメラに収めた。さらにカタルーニャ州地中海沿岸のコスタ・ブラバで撮影を続けた。これらの写真は、友人の作家リーズ・ドアルムが主宰するシュルレアリスムの雑誌『ル・ファール・ド・ヌイイ（ヌイイ灯台）』に掲載された。ピエール・ケフェール自身についても彼とドラ・マールとの関係についても詳細は不明だが、このときもまだケフェール＝ドラ・マールの名前で作品を発表しており、二人が共同制作を打ち切ったのは1935年頃とされる。その理由もまた不明である。

#### 社会問題への関心、反ファシズム
一方、モード雑誌の写真家として活動を開始したドラ・マールだが、市民生活を撮影したバルセロナの写真では社会問題に対する関心が伺われ、このような関心からやがて反ファシズムの運動に参加することになった。フランス右派・極右勢力がナチスによるドイツ制覇に連動して民衆を扇動して起こした暴動（1934年2月6日の危機）を受けて左派知識人により反ファシズム知識人監視委員会が結成されたときには、アンドレ・ブルトンとルイ・シャヴァンスの提案による反ファシズム宣言「闘争の呼びかけ」に署名した。また、この一環として4月18日に「統一行動に関する調査」と題する小冊子を配布した際には、ブルトン、ジャン・カスー、アンドレ・マルロー、ジョルジュ・ユニエ、マルセル・ジャンらの作家・画家とともにこの冊子を作成した。
ブルトンを中心とするシュルレアリスムの運動に参加したのもこうした活動を通してであった。1935年にはブルトンとジョルジュ・バタイユによる反ファシズムの革命運動「コントル・アタック（Contre-attaque、反撃）」に参加し、また、彫刻家アルベルト・ジャコメッティのアトリエで撮影した作品《不可視のオブジェ》は、まずシュルレアリスムの雑誌『ドキュマン34』に、次いで1937年刊行のブルトンの著書『狂気の愛』に掲載された。
同じ1934年に親友ジャクリーヌ・ランバがブルトンと結婚し、同じくシュルレアリスムの運動を牽引した詩人ポール・エリュアールは彼がヌーシュと名付けたアルザス生まれの女優マリア・ベンツと結婚した。特にエリュアール夫妻とはドラ・マールがこの後ピカソの愛人となってから4人で旅行をするなど最も親しく付き合い、ドラ・マールはヌーシュの写真を多数撮影した。これにはヌーシュの顔写真に蜘蛛の巣を重ね合わせたフォト・モンタージュの代表作も含まれる。また、ドラ・マールは、スペイン内戦中のゲルニカ爆撃に抗議するピカソの《ゲルニカ》（1937年）の制作過程を写真に収めたことでも知られるが、エリュアールはこれに合わせて詩「ゲルニカの勝利」を発表した。
ドラ・マールがもう一つの代表作であるアシア・ハラナトロフ（Assia Granatouroff）のヌード写真を撮影したのも1934年から35年にかけてであった。これはドラ・マールの名前で発表し、他のケフェール＝ドラ・マールの作品と併せて、団体展に出展された。団体展にはジャン・モラル、ロール・アルバン＝ギヨー、ピエール・ブーシェ、エリ・ロタール、ダニエル・マスクレらフランスの写真家だけでなく、戦間期にフランスで活躍したアメリカの写真家フローレンス・アンリ、欧州におけるファシズムの台頭に伴ってフランスに亡命したハンガリーの写真家ノラ・デュマ、エルジー・ランドー、ケルテース・アンドル、ドイツの写真家ジェルメーヌ・クルル、イルゼ・ビング、オーストリアの写真家イーラらも参加した。

#### シュルレアリスム
ケフェールとの関係が終わると、メールソンから古いアトリエを借り、その後、父の援助でパリ8区アストルグ通りに写真スタジオを構え、写真家として本格的な活動を開始した。これまでの社会問題に関する関心から、アジプロ劇団「10月グループ」のシャヴァンス、俳優モーリス・バック、マルセル・デュアメル、マックス・モリーズとともにラルプ・デュエズ（イゼール県）で炭鉱のルポルタージュを行い、地元の農夫やポーランドからの季節労働者の写真を撮る一方で、1935年4月にスペインのサン・クリストバル・デ・ラ・ラグーナ（カナリア諸島州サンタ・クルス・デ・テネリフェ県）で開催されたシュルレアリスム展に代表作『まねをする子ども（Le Simulateur）』を出展。また、国際革命作家同盟のフランス支部「革命作家芸術家協会」の写真部門の主催による「社会生活の記録」展にピエール・ブーシェ、ブラッサイ、カルティエ＝ブレッソン、デヴィッド・シーモア、ジョン・ハートフィールド、ジェルメーヌ・クルル、エリ・ロタール、マン・レイ、アンリ・トラコル、ルネ・ズュベールらとともに参加した。
ドラ・マールはシュルレアリストが共産主義者と決裂した際にもブルトンらの方針を支持した。1935年6月にファシズムから文化を守ることを目的として開催された第1回文化擁護国際作家会議で、ブルトンがソ連代表のイリヤ・エレンブルグと対立してシュルレアリストが同会議から追放されると、翌7月にブルトンが共産党との決別を表明する「シュルレアリストが正しかった時代」と題する小冊子を刊行した。これにはドラ・マールのほか、エリュアール、サルバドール・ダリ、オスカル・ドミンゲス、マックス・エルンスト、ジョルジュ・ユニエ、ルネ・マグリット、メレット・オッペンハイム、バンジャマン・ペレ、マン・レイ、イヴ・タンギーらが署名した。
同年（1935年）にベルギーのラ・ルヴィエールでシュルレアリスム展が開催されたときには、エルンスト、ジャン・アルプ、ジョルジョ・デ・キリコ、パウル・クレー、ジョアン・ミロとともに出展し、また、ジャン・ルノワール制作の映画『ランジュ氏の犯罪』ではスチールカメラマンとして参加した。

#### ピカソとの出会い
ピカソと出会ったのは、1936年1月、パリ6区サン＝ジェルマン＝デ＝プレ地区の老舗カフェ「ドゥ・マゴ」でのことであった。ドラ・マールはテーブルの上に手を広げてナイフで指の間を順番に突く遊び（ナイフゲーム、Knife game）をしていた。あまりに素早く突いたためにナイフが指に当たって血が流れたが、それでもまだ続けていた。ピカソは「気性の荒い」ドラ・マールに惹かれ、アトリエのショーケースに血まみれの手袋を置いていたという。
ドラ・マールはアストルグ通りのアトリエでピカソの肖像写真を撮り始めた。また、1930年頃からしばしばウール県（ノルマンディー地域圏）ギゾールのル・ボワジュルーの古城に滞在して制作していたピカソは、ドラ・マールを連れて同地を訪れ、ここで互いの写真を撮り続けた。二人はこれらの写真をもとにクリシェ・ヴェール（ガラス版画）を制作し、美術評論家クリスチャン・ゼルヴォスが創刊した前衛美術雑誌『カイエ・ダール（美術手帖）』に発表した。
一方、ドラ・マールは1936年からシュルレアリスムの代表作を発表し始めた。1936年6月11日から7月4日までロンドンのニュー・バーリントン画廊で開催された国際シュルレアリスム展では《まねをする子ども》、ジャクリーヌ・ランバの肖像《夜明け》、およびシュルレアリスムの先駆・不条理演劇のとされるアルフレッド・ジャリの演劇『ユビュ王』（1896年刊行）に触発された《ユビュの肖像》（アルマジロの胎児を撮ったネガフィルムを使ったフォト・モンタージュ）が展示された。
1936年12月から1937年1月まで、ニューヨーク近代美術館（MoMA）で開催された「幻想芸術、ダダ、シュルレアリスム」展にはブルトン、ルネ・クルヴェル、リーズ・ドアルム、ヌーシュ・エリュアール、ポール・エリュアール、レオノール・フィニ、ジャコメッティ、ユニエ、フリーダ・カーロ、マリー＝ロール・ド・ノアイユ、メレット・オッペンハイム、イヴ・タンギーらとともに参加し、《夜明け》と《まねをする子ども》を出展した。

#### 《ゲルニカ》制作過程の撮影、《泣く女》
1936年7月にスペイン内戦が勃発し、1937年1月にピカソは共和国政府からパリ万国博覧会のスペイン館を飾る壁画の制作を依頼された。ピカソはドラ・マールが「10月グループ」の仲間を介して見つけたパリ6区グラン＝ゾーギュスタン通りの建物にアトリエを構え、5月から《ゲルニカ》の下絵を描き始めた。ドラ・マールは5月11日から6月4日までこの制作過程を撮影した。暗いアトリエで光が弱く、不均等であったため修整を加えたり、何度も撮り直したり、作品に仕上げる前に複数の写真を組み合わせたりした。《ゲルニカ》の制作過程を撮った写真は、現在フランス国立近代美術館が所蔵しているものだけでも80点以上あるが、当初は《ゲルニカ》の制作とほぼ同時に、ゼルヴォスの『カイエ・ダール』誌に掲載された。なお、この雑誌はピカソの作品を継続的に取り上げたことで知られ、ゼルヴォスはこうした情報に基づいて後にピカソのカタログ・レゾネ（作品総目録）を作成することになる。
ドラ・マールとピカソの関係は1936年から約9年続いたが、夏は南仏コート・ダジュールのムージャンでヌーシュとポール・エリュアールの夫妻と共にヴァカンスを過ごした。ここでもピカソとエリュアール夫妻の写真を多く撮影し、特に牛の頭蓋骨を持って海辺に座るピカソを撮った一連の写真は、彼のミノタウロス作品群への言及から《ミノタウロス姿のピカソ》と題されている。
《ゲルニカ》がパリ万国博覧会のスペイン館の壁画として発表された1937年に、ピカソはドラ・マールをモデルに《泣く女》を描いた。様々な表情の「泣く女」作品群が存在するが、すでにスペイン館の《ゲルニカ》の隣に《泣く女》の版画が展示されていた。ドラ・マールはこれらの作品を写真に収めると同時に、自らも模写をしたり、同じ《泣く女》として独自の作品（絵画）を制作したりしている。
同じ1937年に日本で瀧口修造と山中散生の企画、『みづゑ』の後援による海外超現実主義作品展が開催された。エルンスト、タンギー、ミロ、ピカソ、ハンス・ベルメール、マン・レイ、マグリット、デ・キリコ、インドリヒ・スティルスキー、ヘンリー・ムーア、ポール・ナッシュなど各国のシュルレアリストの作品377点を集めたこの大規模な展覧会には、ドラ・マールの《ものまねをする子ども》と《アストルグ通り29番地》も展示された。また、《ユビュの肖像》はジャコメッティのアトリエで撮った写真とともにエリュアール、ブルトン共編の『シュルレアリスム簡約辞典』（1938年）に掲載され、1938年にアムステルダムで開催された国際シュルレアリスム展にも出展された。

#### 第二次大戦下
1939年に第二次世界大戦が勃発すると、ドラ・マールとピカソは西部のロワイヤン（ヌーヴェル＝アキテーヌ地域圏、シャラント＝マリティーム県）に疎開し、ジャクリーヌ・ランバも合流した。まもなくピカソのかつての愛人でモデルのマリー＝テレーズ・ワルテルがピカソの娘マヤを連れて同地に疎開した。1940年6月22日に独仏休戦協定が締結されると、ドラ・マールとピカソは8月にナチス・ドイツ占領下のパリに戻った。大戦中、多くの作家・芸術家が米国に亡命したが、二人はパリに残り、同じく大戦中にパリで活動していたミシェル・レリス、シモーヌ・ド・ボーヴォワール、ジャン＝ポール・サルトルらと親交を深めた。
1942年4月頃にパリ6区グラン＝ゾーギュスタン通りのピカソのアトリエのすぐ近くのサヴォワ通りにアトリエを構えた。ピカソは翌1943年の5月に次の愛人となるフランソワーズ・ジローに出会った。1944年にピカソ作のシュルレアリスム演劇『しっぽをつかまれた欲望』がアルベール・カミュによって内輪で上演されたときには（刊行は戦後1945年）、ドラ・マール、ボーヴォワール、サルトルも出演した。

### 画家としての活動、晩年
ドラ・マールは戦時中に写真から絵画に転じた。ピカソに勧められてのことであったが、これ以後、主にキュビスム風の肖像画や静物画を描くようになった。1944年から戦後の45年にかけてサロン・ドートンヌに静物画を出展し、ルネ・ドルーアン画廊で行われた「ソ連の元捕虜・強制収容所に送られた人々のために芸術家が進呈した、または競売で落札された現代芸術の全作品」展や、アリエル画廊で行われたジャン・デュビュッフェ、ジャン＝ミシェル・アトラン、オスカル・ドミンゲスらとの団体展に参加した。

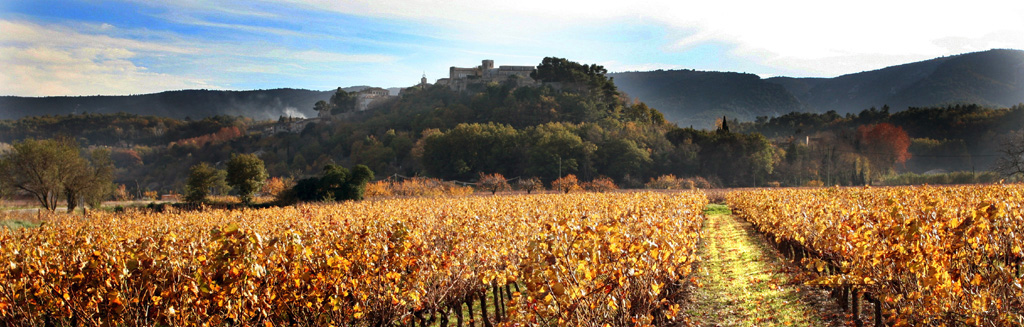
リュベロン山塊のふもとの小村メネルブの秋

1945年5月にうつ病のためにサン＝マンデの精神病院に入院し、精神分析家ジャック・ラカンのもとで電気けいれん療法を受けた。やがてカトリックに精神的な救いを見いだし、ヴォクリューズ県（プロヴァンス＝アルプ＝コート・ダジュール地域圏）のリュベロン山塊（Massif du Luberon）に囲まれた小村メネルブに隠棲した。これはピカソの援助によるものであったが、翌1946年末頃にはすでに3年にわたってフランソワーズ・ジローと関係をもっていたピカソとの決裂が決定的になった。さらに同年のヌーシュの急死が追い打ちをかけた。翌1947年にエリュアールがディディエ・デロッシュの偽名で発表したヌーシュ追悼詩集『時は溢れる』には、ドラ・マールとマン・レイによるヌーシュの肖像写真が掲載された。

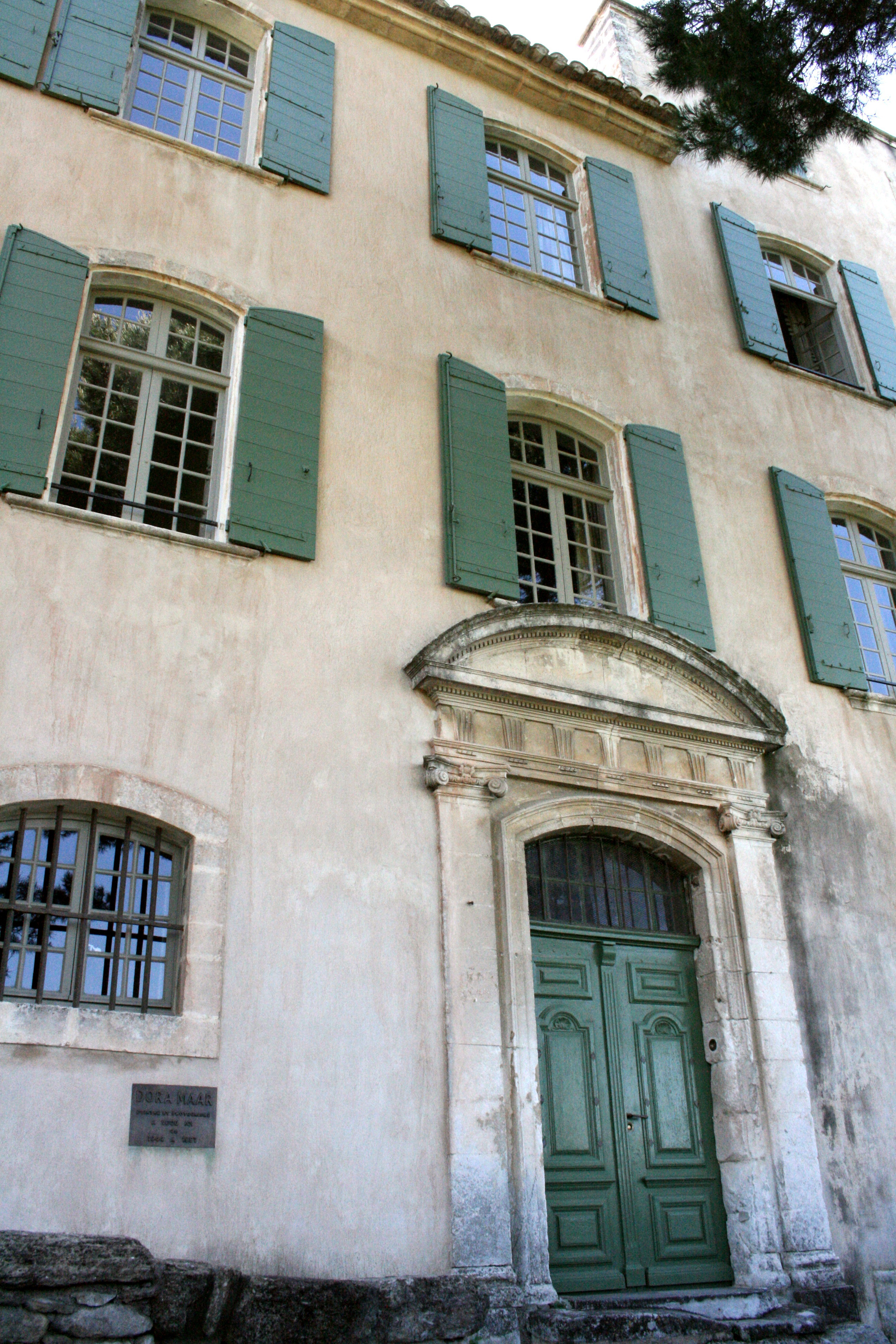
ドラ・マールが住んでいた家（メネルブ）

ドラ・マールは以後もメネルブとパリを行き来しながら絵を描き続けた。主にリュベロン山塊やメネルブの抽象的な風景画を描き、団体展にも出展した。また、同じメネルブに住んでいたニコラ・ド・スタールと親交を深める一方、マリア・エレナ・ヴィエイラ・ダ・シルヴァ、レオノール・フィニらの女性芸術家やシュルレアリストの付き合いも1950年代末頃まで続いていた。1990年代に入って回顧展が行われるようになったが、ヴェルニサージュには出席しなかった。
1997年7月16日、パリ滞在中に体調を崩し、オテル・デュー・ド・パリ病院に運ばれたが、同日、89歳で死去した。クラマール（イル＝ド＝フランス地域圏、オー＝ド＝セーヌ県）のボワ・タルデュー墓地に眠る。

## 作品

### 分野・作品傾向による代表作

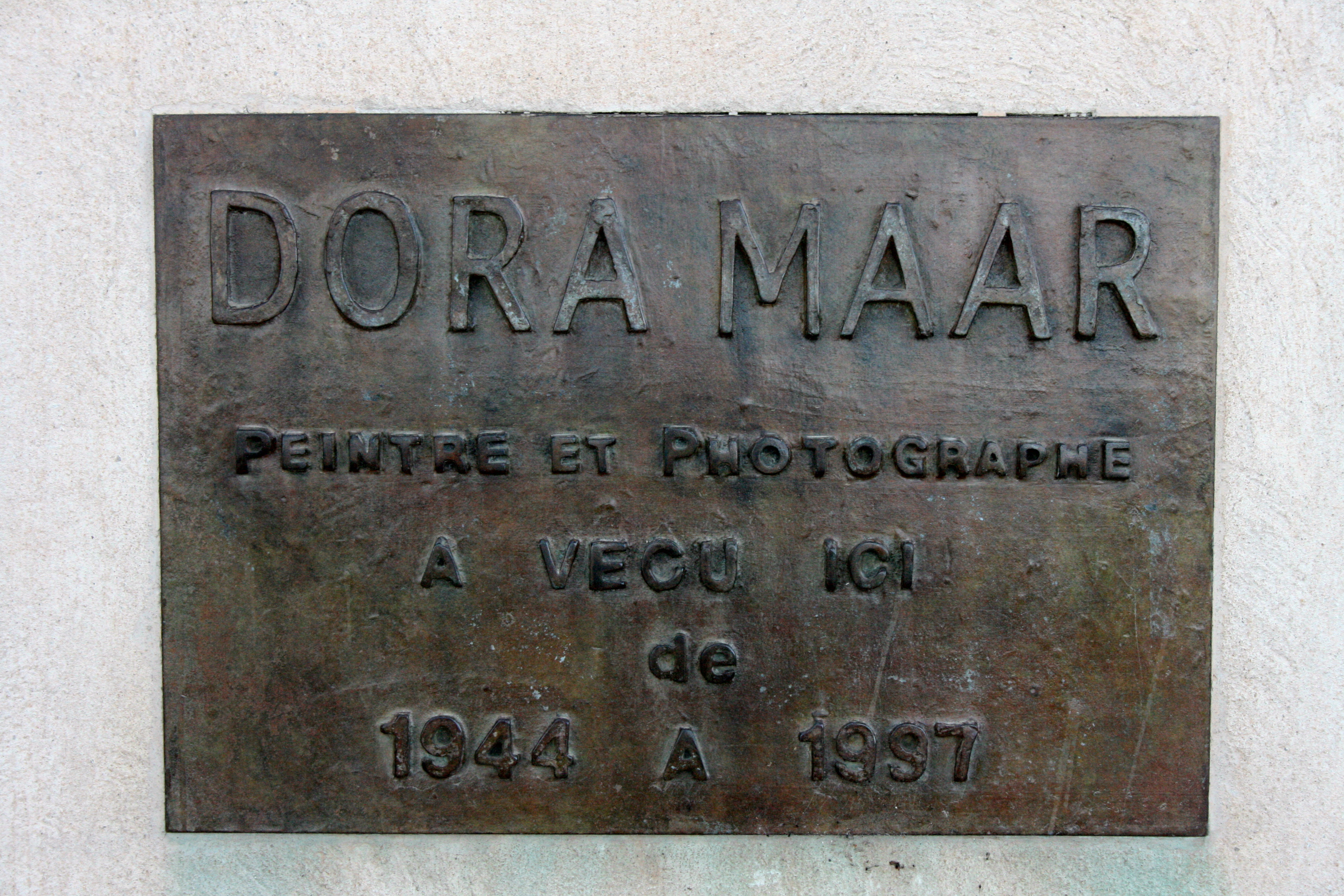
「画家・写真家のドラ・マールがここに1944年から1997年まで住んでいた」と書かれた銘板

#### モード雑誌、グラフ雑誌に掲載された写真
- 《無題（イブニングドレスを着て横向きで座るモデル）》Sans titre (Mannequin assise de profil en robe et veste de soirée)、29.9 x 23.8 cm、1932-1935年、フランス国立近代美術館（ポンピドゥー・センター）蔵
- 《広告写真の習作（Pétrole Hahn）》Étude publicitaire (Pétrole Hahn)、17.6 x 24 cm、1934-1935年、フランス国立近代美術館蔵
- 《女性のモデル》（日焼けクリームの広告写真）Modèle féminin non identifié、1934年、12 x 9 cm、フランス国立近代美術館蔵

#### 社会問題への関心（写真）
- 《夜のメリーゴーランド》Manège la nuit、25 x 19.8 cm、1931年、クリーブランド美術館蔵（米国）
- 《無題》（塀に背を寄せる痩せた少年）Sans titre、26.9 x 26.6 cm、1933年、フランス国立近代美術館蔵
- 《バルセロナ（豚肉製品陳列台の向こうで笑う女店員たち）》Barcelone (Vendeuses riant derrière leur étal de charcuterie)、48.7 x 38.8 cm、1933年、個人蔵
- 《ロンドン（天国王国のための悔い改めは近い）》Londres (Repent for the Kingdom of Heaven is at Hand)、24.3 x 18 cm、1934年、J・ポール・ゲティ美術館蔵（米国）
- 《無題（窓辺の女）》Sans titre (Femme à la fenêtre)、28 x 22 cm、1935年、フランス国立近代美術館蔵

#### アシア・ハラナトロフのヌード写真
- 《アシア》Assia、26.4 x 19.5 cm、1934年、フランス国立近代美術館蔵
- 《仰向けに横たわる裸のアシア》Assia nue sur le dos、1935年、フランス国立近代美術館蔵

#### スチールカメラマンとして
- 《ジャン・ルノワールの映画『ランジュ氏の犯罪』》Le Crime de M. Lange, film de Jean Renoir、1935年（112点）フランス国立近代美術館蔵

#### シュルレアリスムの写真作品
- 《まねをする子ども》Le Simulateur、27 x 22.2 cm、1935年、フランス国立近代美術館蔵
- 《アストルグ通り29番地》29 rue d’Astorg、29.4 x 24.4 cm、1936年頃、フランス国立近代美術館蔵
- 《無題》（女性の脚、その爪先を持つ手、セーヌ川と橋のフォト・モンタージュ）Sans titre、23.2 x 15 cm、1935年、フランス国立近代美術館蔵
- 《無題（夢幻的）》Sans titre (Onirique)、30 x 39 cm、1935年、フランス国立近代美術館蔵
- 《ヌーシュ・エリュアール》Nusch Éluard、24.5 x 18 cm、1935年頃、フランス国立近代美術館蔵
- 《ユビュの肖像》Portrait d’Ubu、24 x 18 cm、1936年、フランス国立近代美術館蔵
- 《チェスのナイト》Cavalier、27.7 x 23.6 cm、1936年頃、フランス国立近代美術館蔵
- 《無題（手-貝》Sans titre (Main-coquillage)、40.1 x 28.9 cm、1934年、フランス国立近代美術館蔵
- 《海辺の怪物》Monstre sur la plage、30.7 x 22.2 cm、1936年、フランス国立近代美術館蔵

#### 《ゲルニカ》制作過程、ピカソの肖像写真
- 《アストルグ通り29番地のアトリエのピカソ》Portrait de Picasso, Paris, studio du 29, rue d'Astorg、1935年 - 1936年冬（23点）フランス国立近代美術館蔵
- 《ゲルニカ》Guernica（作品の写真）、1937年5月（14点）フランス国立近代美術館蔵
- 《制作中のゲルニカ》Guernica en cours d'exécution / de réalisation、1937年5月（14点）フランス国立近代美術館蔵
- 《ゲルニカの習作》Étude pour Guernica、1937年5月 - 6月（22点）フランス国立近代美術館蔵
- 《ミノタウロス姿のピカソ》Picasso en Minotaure、1937年（16点）フランス国立近代美術館蔵
- グラン＝ゾースタン通りのピカソのアトリエで撮った写真（l'atelier Grands Augustins）、1936年 - 1941年（46点、《ゲルニカ》の写真を含む）、その他、ピカソの肖像写真多数、フランス国立近代美術館蔵

#### 絵画 - 静物画、風景画
- 《静物》Nature morte、50 x 61 cm、油彩、1941年、フランス国立近代美術館蔵
- 《静物》Nature morte、45.5 x 50 cm、油彩、1945年、個人蔵
- 《リュベロンの風景》Paysage du Luberon、55 x 46 cm、油彩、1950年代、個人蔵
- 《無題》Sans titre、21 x 29.5 cm、墨絵、1957年頃、個人蔵
- 《雨の風景》Paysage sous la pluie、24.1 x 31.8 cm、1957年、墨絵、ヒューストン美術館蔵（米国）

## 関連文献
- ジェームズ・ロード『ピカソと恋人ドラ　パリ1940-50年代の肖像』野中邦子訳、平凡社〈20世紀メモリアル〉、1999年
- フランソワーズ・ジロー、カールトン・レイク『ピカソとの日々』野中邦子訳、白水社、2019年
- フランソワーズ・ジロー『マティスとピカソ　芸術家の友情』野中邦子訳、河出書房新社、1993年
- ジュディ・フリーマン『ピカソと泣く女　マリー＝テレーズ・ワルテルとドラ・マールの時代』福のり子訳、淡交社、1995年